# Jenei András
Jenei András (Veszprém, 1976 -) írói neve: J.A.A. Donath, Ian N. Draas kortárs magyar író.
Írói pályafutását bevallása szerint 2009-ben indította el első (addig fiókban lévő) kisregényével. 2005-ben cukorbetegsége folytán elvesztette látását, s mivel betegsége előrehaladott volt, veseleállás miatt 2010-ben kombinált transzplantáción esett át. Irodalmi pályafutása ekkor indult meg jelentőségteljesen. Hétköznapi munkáját látássérültként végzi, amiben sorstársai segítségére egy civil szervezetnél érdekképviseleti tevékenységet és közösségépítő feladatokat végez.

## Élete
Gyermekkorát meghatározta az ötéves korában diagnosztizált cukorbetegség, melynek során nagyon sokat volt rosszul. Későbbi életcélját már itt megalapozta a számtalan mentőautóval való találkozás, valamint a szoros kapcsolat az egészségüggyel. Általános iskolai tanulmányait a nem megfelelően beállított állapota miatt több hazai iskolaszanatóriumban végezte; első szárnypróbálgatásait tizenkét évesen tette meg gyerekes fogalmazásokkal, versekkel. Az egészségügyi elhivatottsága a szakközépiskolában teljesedett be, ahol rádöbbent, hogy számára mások segítése, a mentőápolói hivatás igen fontos helyen áll; életcélként tűzte ki.
Mélyebb tartalmú novellái és versei, melyeket nem publikált, ez idő tájt is születtek.
Szakképzett mentőápoló iskolai tanulmányai befejeztével először az Országos Mentőszolgálatnál, majd a Szent János kórház kardiológiai intenzív részlegén dolgozott. Itt párhuzamosan végzett munkájával szolgált a Szamaritánus Mentőknél is.
Cukorbetegségét nem kezelte megfelelően, ezért egészsége megromlott, és 2005-ben elvesztette látását, veséi működése pedig 40%-ra esett. Ekkor ismerte meg későbbi munkahelyét, a Buda-környéki Látássérültek Közhasznú Egyesületét (BULÁKE), ahol sorstársakra és újabb jövőképre talált. A szervezet folyamatos és dinamikus fejlődésével ő is egyre felelősségteljesebb feladatokat látott el, s mivel 2006-ban elvégezte a szakképzettséget adó gyógymasszőri iskolát is, a 2008-ban beindított foglalkoztatásban mint gyógymasszőr kezdett újra aktívabban dolgozni.
Az egyesület szervezeti felépítésében ekkor már mint vezetőségi tag is részt vett az operációs munkákban. Első könyve 2009-ben jelent meg; ebben még előző élethelyzetéből merített.
2009-ben veséi leálltak, ezért haemodialízisre szorult. Munkakörét szüneteltetni kellett, majd 2010-ben sikeres kombinált transzplantáción esett át. Második könyve ezután látta meg a napvilágot, amiben altatása alatti álmait írta le.
Írói munkássága ekkor indult meg robbanásszerűen, és ekkor indította el a fantasy vonalat is.
Mivel elmondása szerint a fantasyt könnyebb népszerűsíteni idegen néven, itt kreálta meg más hasonló nevek alapján álnevét. Ezen műfajban publikált írásaihoz minden eszközt megragad: korabeli helyszíneket, lovagi tornákat és relikviákat másoló szaküzleteket, múzeumokat látogat anyaggyűjtés céljából, hogy írásai reálisan adják vissza világának tökéletességét.
Amellett, hogy más műfajokban is jelennek meg kötetei, több életrajzi könyve is napvilágot látott ebben az időben, melyekben minden életszakaszát könnyed stílusban adja át az olvasóknak.
Ezekkel hívja fel a figyelmet egykori betegségére, a látássérültek élethelyzeteire, a megvakulás megélésében tett tapasztalatokra és azokra a hibákra, melyek szerinte elkerülhetőek lettek volna.
Aktívan részt vesz napjainkban is[mikor?] a látássérültek érdekképviseletében, ösztönösen hívja fel a hasonlóságokat a látók és a látássérültek élete és lehetőségei között. Jelenleg is[mikor?] a Buda-környéki Látássérültek Közhasznú Egyesületénél áll alkalmazásban, és a szervezet alelnöki pozícióját tölti be. Emellett aktívan foglalkozik a ma egyre népszerűbb és szintén a látássérülteket (is) segítő szolgáltatás minőségibb működésével, az akadálymentesített kultúrát népszerűsíti és az audionarrátorok munkáját egészíti ki mint tapasztalati szakértő.

## Művei és antológiai publikációi
- Nyeregben a Konstantin-kereszt, 2009 – Adlibrum kiadó, Budapest – A könyv hangoskönyv változatban is megjelent 2015-ben; Pécs, Ambrus Attila kiadásában.
- Altatott álmok, 2010 – magánkiadás, Z-press, Miskolc-Budaörs
- Az enyém, 2011 – magánkiadás, Z-press, Miskolc-Budaörs
- A Triannita 1. – A kettős küldetés, 2011- magánkiadás, Z-press: megjelent J.A.A. Donath névvel, Miskolc-Budaörs
- Tengercseppek, 2012 – magánkiadás, Z-press, Miskolc-Budaörs; hangoskönyv változat: Ambrus Attila József kiadó, Pécs, 2015
- A látó Shakespeare, 2012- magánkiadás, Z-press, Miskolc-Budaörs
- Az enyém, 2013 – második és javított kiadás, Queer kiadó, Budapest
- A látó Shakespeare, 2013 – második és javított kiadás, Queer kiadó, Budapest
- Antológiák: Teljes értékű szövegek, 2013 – Queer kiadó
- A Triannita 2. – Az árnylovasok, 2014. Underground kiadó, Budapest; megjelent J.A.A. Donath névvel
- Emlék-szem, 2014., magánkiadás, Z-Press, Miskolc-Budaörs
- Szerelmi antológia – versek – Albanegra kiadó, 2014, 3 vers
- Nem teljes, mégsem hiányos – Pozitív sokk egyesület, 2014, Győr
- A Triannita 3. – A bitorló fivér, 2015. – Underground kiadó, Budapest; megjelent J.A.A. Donath névvel
- Dűneszemek, 2015 – magánkiadás, Z-press, Miskolc-Budaörs; hangoskönyv változat: Ambrus Attila József kiadó, Pécs, 2015
- A Triannita 4. – A sámán álma, 2016 – Underground kiadó, Budapest, megjelent J.A.A. Donath névvel.
- A sárkánynász követe, 2017 – szerzői kiadás, Budapest- Miskolc Z-Press, megjelent J.A.A. Donath névvel
- Az éjtükrös szelence, 2017 – szerzői kiadás, Z-press, Miskolc- Budaörs) 2021 Helma Kiadó, e-book kiadás
- A Triannita 5. – A skorpiók útja, 2017 – Underground kiadó, Budapest; megjelent J.A.A. Donath névvel
- A Triannita Krónikák – Az első szövetség, 2019 – Budapest, Arte Tenebrarum Könyvkiadó; (A Triannita sorozat felújított és javított 1. része) 2023. Helma Kiadó, e-book formátum
- Calderania – A Kardtánc (1. rész), 2019 – szerzői kiadás, Budapest–Miskolc Z-Press, megjelent J.A.A. Donath névvel
- Mindenki jó lesz, tesó!, 2020 – (Megjelent 2020 szerzői kiadásban Budapest-Miskolc Z-Press) 2021. Helma Kiadó, e-book formátum
- Mezőszirmok, 2020 – Budapest, Szerzői kiadás
- Altatott álmok – Helma Kiadó, e-book 2021.
- A Látó Shakespeare – Helma Kiadó e-book 2021.
- A Triannita/ A Triannita Krónikák első két kötete (a megújított „Az első szövetség” és az „Az árnylovasok”  megjelent 2023-ban a Helma Kiadónál e-book formában is.)
- Emlék-szem Helma Kiadó e-book formátum 2021.
- Calderania – A Farkaspengék (2. rész), 2021 – szerzői kiadás, Budapest, megjelent J.A.A. Donath névvel)
- Hol fogantam, ott leszen sírod, 2022 – magánkiadás, Budapest
- Napszikrák 2024 magánkiadás (válogatott novellák; a kötet megjelent Gépész felolvasásában hangoskönyvként is.)
- Triannita Krónikák maradék három része (3. A bitorló fivér; 4. A sámán álma; 5. A skorpiók útja folyamatosan jelent meg a Helma kiadó- MKMT mozgalom- logóval e-book formában 2024-ben.)

### Antológiai megjelenés
- Új világ hajnalán, 2019 – sci-fi és fantasy antológia; (Nyuszi-nyugger Szövetség íróknak, Budapest, a novella megjelent J.A.A. Donath néven)
- Félel-mesék, 2020 – Nyuszi-nyugger Szövetség Íróknak csoport; magánkiadás/ antológia; e-book
- Utolsó, 2021 – sci-fi antológia, I. kötet, Arte Tenebrarum Kiadó, Budapest
- Függésben, 2021 – Nyuszi-nyugger Szövetség Íróknak csoport; magánkiadás/ antológia; elektronikus formátum
- Az utolsó űrhajó, 2022 – sci-fi antológia; Nyuszi-nyugger szövetség íróknak, e-book formátum, új álnéven
- Mítoszok ködében, 2024; antológia, e-book a Nyuszi-nyugger szövetség gondozásában (fantasy/ mitológiai írások)

## Külső hivatkozások

### Kötetei a Magyar Elektronikus Könyvtárban
1. Altatott álmok
2. Dűneszemek / Válogatott novellák, (Hangoskönyv változat a MEK-ben)
3. Emlék-szem / azaz 21 évnyi történés a gyökerektől a mentőig
4. Az enyém (Hangoskönyv változat a MEK-ben)
5. A Látó Shakespeare
6. Nyeregben a Konstantin-kereszt, (Hangoskönyv változat a MEK-ben)
7. Tengercseppek (Válogatott novellák), (Hangoskönyv változat a MEK-ben)